# Stiftung Zukunftsfähigkeit
Stiftung Zukunftsfähigkeit wurde als Stiftung bürgerlichen Rechts Ende 1997 von Mitgliedern und Freunden der Entwicklungs- und Umweltorganisation Germanwatch e.V. gegründet. Der Gründungsstifter ist Klaus Milke. Bis heute hat die Stiftung Zustiftungen von über 30 Personen erhalten. Die Stiftung mit Sitz in Bonn setzt sich für den Erhalt der Lebensgrundlagen, die Bewahrung der Artenvielfalt, den Umwelt- und Klimaschutz und für globale Gerechtigkeit ein. Neben der Durchführung von eigenen Nachhaltigkeitsvorhaben unterstützt die Stiftung Zukunftsfähigkeit satzungsgemäß Germanwatch sowohl finanziell als auch inhaltlich. Aktuell ist die Stiftung vor allem aktiv im Kontext der internationalen Stiftungsplattform „Foundations 20“.

## Ziele / Leitlinien
2015 haben die Staaten der Welt die 2030-Agenda mit den 17 Zielen für nachhaltige Entwicklung (Sustainable Development Goals – SDG) sowie das Klima-Abkommen von Paris verabschiedet. Die Umsetzung der Globalen Nachhaltigkeitsziele der Vereinten Nationen bis zum Jahre 2030 und der Pariser Klimabeschlüsse auf nationaler und internationaler Ebene sind die obersten Ziele der Stiftung.
In den dafür notwendigen zukünftigen Transformationsprozessen von Gesellschaft und Ökonomie stellt für die Stiftung Zukunftsfähigkeit der internationale Klimaschutz unter besonderer Berücksichtigung von Klimaklagen und der Wandel in der Tierhaltung für eine nachhaltige Welternährung eine besondere Bedeutung dar.

## Themenfelder
Die Bündelung von Expertise, der Aufbau von Netzwerken, Impulse in der deutschen wie internationalen Nachhaltigkeitsdiskussion und ausgewählte Projekte stehen dabei im Zentrum der Aktivitäten.

### Der Klimaklage-Fall Huaraz
Gemeinsam mit Germanwatch unterstützte die Stiftung Zukunftsfähigkeit den peruanischen Bauern und Bergführer Saúl Luciano Lliuya bei einer zivilrechtlichen Klage gegen den deutschen Energiekonzern RWE (-> Saúl Luciano Lliuya gegen RWE). Durch die klimawandelbedingte Gletscherschmelze ist ein Gletschersee oberhalb der Andenstadt Huaraz stark angewachsen. Im Falle eines Dammbruchs drohen Saúl Luciano Lliuyas Haus sowie einem großen Teil der unterhalb des Gletschersees gelegenen Stadt Huaraz eine Flutkatastrophe, von der bis zu 50.000 Menschen in Huaraz betroffen wären.
RWE ist als Europas größter CO2-Emittent für rund ein halbes Prozent aller von Menschen verursachten Treibhausgasemissionen weltweit seit Beginn der Industrialisierung verantwortlich. Saúl Luciano Lliuya forderte, dass der Konzern rund 0,5 % der am Gletschersee notwendigen Schutzmaßnahmen bezahlt. Die Stiftung hat sich gegenüber dem Kläger verpflichtet, für die entstehenden Anwalts-, Gerichts- und Gutachtenkosten aufzukommen. Das Verfahren war – in der Beweisaufnahme – ein großer Erfolg für den international sehr beachteten Musterprozess. Mit Urteil vom 28. Mai 2025 (Az. 5 U 15/17) wies das OLG Hamm die Klage im Berufungsverfahren zurück. Das Gericht sah keine konkrete Gefahr für Lliuyas Grundstück. Grundsätzlich sei aber nicht ausgeschlossen, dass gegen Verursacher, die erhebliche Mengen an Treibhausgasen emittieren, Beseitigungs- und Unterlassungsansprüche bestehen könnten. Eine Revision wurde nicht zugelassen.
- Siehe auch Gerichtsverfahren zum Klimawandel - Entwicklung in Deutschland

### Stiftungsplattform Foundations 20
Die Stiftung Zukunftsfähigkeit hat anlässlich der deutschen G20 Präsidentschaft 2017 gemeinsam mit einer Gruppe von deutschen Stiftungen die internationale Stiftungsplattform „Foundations 20“ (F20) initiiert. Das Ziel der Plattform ist, Stiftungen zu ermutigen, durch ihre operative Arbeit, ihre Förderungstätigkeit und ihre Anlageaktivitäten die Umsetzung des Pariser Klimaabkommens und der 2030-Agenda mit den globalen Entwicklungszielen (Sustainable Development Goals (SDG)) voranzutreiben. Mittlerweile gehören mehr als 60 internationale Stiftungen F20 an. Die Stiftung Zukunftsfähigkeit ist Mitglied in der Steuerungsgruppe von F20 und stellt mit Klaus Milke auch den Vorsitzenden dieser Plattform.

### Themenfonds Tiere.Menschen.Rechte
Die Stiftung Zukunftsfähigkeit unterstützt Germanwatch über einen entsprechenden Themenfonds bei der Arbeit für eine umweltgerechte und faire Landwirtschaft, die Tiere schützt und Menschen ernährt. Das Germanwatch Team Welternährung, Landnutzung und Handel „Germanwatch-Team Welternährung, Landnutzung und Handel“ setzt sich mit dem Programm TIERE-MENSCHEN-RECHTE für eine Landwirtschaft mit Respekt vor Tieren, Gesundheit, Ökologie und sozialer Gerechtigkeit ein und bekämpft den missbräuchlichen Einsatz von Antibiotika in der Fleischindustrie.

### Umsetzung der Ziele für nachhaltige Entwicklung (Sustainable Development Goals) und Nachhaltigkeitspolitik
Seit mehreren Jahren mischt sich die Stiftung in die Debatte um die Fortentwicklung der deutschen Nachhaltigkeitsstrategie ein, wie die Umsetzung der 2030-Agenda mit den SDGs in, mit und durch Deutschland gelingen kann.

## Struktur der Stiftung
In den Gremien der Stiftung – Vorstand, Kuratorium und Beirat – sind Personen aus Politik, Wissenschaft, Wirtschaft und Nichtregierungsorganisationen vertreten.
Der Vorstand besteht aus drei Personen. Der Stiftungsgründer Klaus Milke hat die Funktion des Vorstandsvorsitzenden inne. Das Kuratorium setzt sich aus derzeit sechs Personen zusammen. 19 Personen bilden den Beirat. Eine feste Mitarbeiterin ist mit den Arbeitsabläufen zur Finanzierung, Planung, Durchführung und Kontrolle der gemeinnützigen Aktivitäten betraut.
Während sich der Vorstand um die operativen Stiftungsangelegenheiten kümmert, lenkt das Kuratorium die Stiftungspolitik und beschließt über die Verwendung und Anlage der Stiftungsmittel. Der Beirat hat fachberatende Funktion und gibt Impulse für die Stiftungsarbeit.
Die Stiftung finanziert sich über Spenden, Zustiftungen und Kapitalerträge des Stiftungskapitals.

## Mitgliedschaften / Beteiligungen
Die Stiftung Zukunftsfähigkeit ist seit deren Gründung im Jahre 2005 als Gesellschafterin auch Trägerin der Klimaschutzinitiative atmosfair gGmbH.
Als Mitglied des Bundesverbandes deutscher Stiftungen beteiligt sich die Stiftung Zukunftsfähigkeit aktiv am „Arbeitskreis Umwelt“. Den Grundsätzen guter Stiftungspraxis fühlt sich die Stiftung verpflichtet.
Die Stiftung Zukunftsfähigkeit ist zudem Mitglied der Klima-Allianz Deutschland. Die Klima-Allianz Deutschland ist ein breites gesellschaftliches Bündnis für den Klimaschutz. Mit ihren über 130 Mitgliedsorganisationen aus den Bereichen Umwelt, Kirche, Entwicklung, Bildung, Kultur, Verbraucherschutz, Jugend und Gewerkschaften setzt sie sich für eine ambitionierte Klimapolitik und eine erfolgreiche Energiewende auf lokaler, nationaler, europäischer und internationaler Ebene ein.
Die Stiftung Zukunftsfähigkeit hat die Selbstverpflichtungserklärung der Initiative Transparente Zivilgesellschaft gezeichnet und verpflichtet sich als für das Gemeinwohl tätige Organisation zu einer transparenten Informationsvermittlung bezüglich der Ziele der Organisation, der Mittelherkunft und Mittelverwendung, sowie über Entscheidungsträger. Die Stiftung ist seit 2022 im EU Transparenzregister und im neu geschaffenen Lobbyregister des Deutschen Bundestages registriert.